# Charles Rought
Charles Gardner Rought (Surbiton, 16 de octubre de 1884-Lambeth, 31 de enero de 1919) fue un deportista británico que compitió en remo. Participó en los Juegos Olímpicos de Estocolmo 1912, obteniendo una medalla de plata en la prueba de cuatro con timonel.

## Palmarés internacional
| Juegos Olímpicos | Juegos Olímpicos   | Juegos Olímpicos | Juegos Olímpicos   |
| Año              | Lugar              | Medalla          | Prueba             |
| ---------------- | ------------------ | ---------------- | ------------------ |
| 1912             | Estocolmo (Suecia) | Medalla de plata | Cuatro con timonel |